# Strange Relationship
"Strange Relationship" foi o segundo single solo do cantor australiano Darren Hayes, vocalista da banda Savage Garden, lançado em 2002.

## Lançamento
Segunda música de trabalho do álbum Spin, a faixa foi lançada em maio de 2002 nas rádios. O CD single alcançou o Top 20 da lista dos mais vendidos na Austrália e no Reino Unido. 

## Videoclipe
O clipe da canção foi digirido por Tommy O'Haver. Gravado quase que inteiramente em plano-sequência, mostra Darren caminhando pelo interior de um antigo galpão na companhia de músicos e backing vocals, que aparecem e saem de cena.

## CD Single
- Austrália

1. "Strange Relationship" (Album Version) – 5:02
2. "So Bad" (Original Demo Recording) – 4:09
3. "Insatiable" (Metro Boys Remix) – 4:02

- Austrália (Remixes)

1. "Strange Relationship" (Album Version) – 5:02
2. "Strange Relationship" ('dp versus Darren Hayes' Mix) – 4:06
3. "Strange Relationship" (Specificus 'Mad Scientist' Mix) – 5:48
4. "Strange Relationship" (Specificus 'Jungle Lounge' Mix) – 4:49

- Reino Unido CD 1

1. "Strange Relationship" (Radio Edit) – 3:58
2. "Sexual Healing" (Capital Radio Session) – 4:00
3. "So Bad" (Original Demo Recording) – 4:09
4. "Strange Relationship" (CD-ROM Video)

- Reino Unido CD 2

1. "Strange Relationship" (Album Version) – 5:01
2. "Strange Relationship" (DP Vs. Darren Hayes Mix)
3. "Insatiable" (Capial Radio Session)

## Paradas musicais
| Parada semanal (2002)             | Posição |
| --------------------------------- | ------- |
| Austrália (ARIA)                  | 16      |
| Europa (Eurochart Hot 100)        | 57      |
| Nova Zelândia (Recorded Music NZ) | 44      |
| Escócia (Scottish Singles Chart)  | 20      |
| Suécia (Sverigetopplistan)        | 25      |
| Reino Unido (UK Singles Chart)    | 15      |